# Antimonio
L'antimonio è l'elemento chimico di numero atomico 51. Il suo simbolo è Sb, dal latino stibium che significa "bastoncino". È il quarto elemento del gruppo 15 (gruppo dell'azoto) del sistema periodico (5° periodo), fa parte del blocco p ed è collocato tra l'arsenico e il bismuto, ai quali assomiglia in parte come comportamento chimico. Le sue valenze principali sono 3 e 5 e gli stati di ossidazione vanno da -3 a +5.
Bastoncini realizzati con polveri nere di antimonio (impastate con grassi) erano usati fin dall'antichità (nell'Antico Egitto) per il trucco degli occhi (kajal, khol), con funzioni rituali e igieniche.
Chimicamente è classificato come un metalloide e si presenta in quattro forme allotropiche diverse. La forma stabile ha un aspetto metallico bianco-azzurrognolo, le forme instabili hanno colore giallo o nero. Viene usato come agente antifiamma e per produrre vernici, smalti, ceramiche e gomme, nonché un'ampia gamma di leghe metalliche.

## Caratteristiche
In quanto metalloide, l'antimonio ha l'aspetto di un metallo, ma non ne ha i comportamenti chimico e fisico tipici. Nella sua forma elementare è un solido bianco-argenteo dai riflessi azzurrognoli che possiede scarse conducibilità termica ed elettrica e che sublima a temperature relativamente basse. Reagisce con gli acidi ossidanti e con gli alogeni. L'antimonio e le sue leghe si espandono per raffreddamento.
Si stima che la quantità di antimonio nella crosta terrestre sia compresa tra 0,2 e 0,5 ppm. L'antimonio è calcofilo, si accompagna spesso allo zolfo, al tellurio e ad alcuni metalli pesanti: piombo, rame e argento.

## Storia
L'antimonio è un elemento noto e usato nei suoi composti fin dall'antichità, anteriormente al 3000 a.C. La stibnite, solfuro di antimonio, veniva usata sia come medicamento sia per truccare gli occhi. Sono stati trovati reperti risalenti al IV millennio a.C. Plinio il vecchio lo chiamava stibium mentre attorno all'800 d.C. era più usato il nome di antimonium e i due nomi furono usati alternativamente sia per l'elemento sia per il suo solfuro. Questa imprecisione era dovuta anche al tentativo degli alchimisti di non diffondere le conoscenze acquisite, spesso accomunando prodotti diversi in base alle loro analogie simboliche. Solo in età moderna fu fatta distinzione.

### Significato in alchimia
L'antimonio ha sempre goduto di una notevole fama in alchimia, presso la quale ha assunto il significato degli istinti selvaggi e animali da controllare, simboleggiati dal lupo, e perciò era talvolta ritenuto il componente primordiale, o «materia prima», della Grande Opera, la quale attraverso varie fasi sarebbe dovuta culminare con la produzione della pietra filosofale.

Cerchio sormontato da una croce, uno dei simboli alchemici dell'antimonio.

Queste fasi prevedevano la purificazione dell'antimonio dalla materia liberandone il fuoco interiore, fino a ossidarlo o ucciderlo metaforicamente con la fiamma della salamandra (nigredo); in tal modo si otteneva il caput mortuum, ossia la «testa di morto», un residuo solforoso, da cui tramite sublimazione occorreva separare due tipologie di nature, ignea e mercuriale, associate rispettivamente al Sole e alla Luna, per poi ricongiungerle in parti uguali e celebrare il matrimonio chimico. Dalla loro unione sarebbe nato il «bambino», ovvero la pietra rossa, capace di convertire in oro i metalli vili.

### Successo e diffusione
Durante il Medioevo e il Rinascimento l'uso dell'antimonio conobbe un crescente successo e diffusione, al punto che, secondo lo storico della chimica A.F. Fourcroy, «nessun corpo è stato studiato più di questo, nessuno è stato oggetto di una maggior copia di scritti; si potrebbe creare un'intera biblioteca tutta di libri sull'antimonio».
La prima descrizione nota di una procedura per isolare l'antimonio è contenuta nel libro De la pirotechnia del 1540 scritto dal metallurgista italiano Vannoccio Biringuccio e pubblicato postumo; questa pubblicazione precede il più famoso libro di Georg Agricola, De re metallica del 1556, anche questo pubblicato postumo. La scoperta dell'antimonio metallico spesso è stata erroneamente attribuita ad Agricola per un ovvio motivo: mentre il libro De re metallica, scritto in latino, poteva agevolmente essere letto da tutti gli studiosi del tempo, il libro De la pirotechnia era scritto in italiano ed è andato quindi incontro a una diffusione estremamente minore.
Successivamente venne pubblicato a Lipsia, nel 1604, il libro Triumphwagen des Antimonij, scritto in tedesco e poi tradotto in latino come Currus Triumphalis Antimonii (letteralmente «Il carro trionfale dell'antimonio»), che contiene anch'esso la descrizione della preparazione dell'antimonio metallico. Sebbene questo libro sia più recente, il monaco benedettino Basilio Valentino, suo autore nominale, in passato era stato molto spesso citato come scopritore dell'antimonio, sebbene sia ormai opinione comune che il vero autore dei numerosi libri a lui attribuiti abbia semplicemente usato come pseudonimo il nome di un monaco mai esistito; alcuni pensano trattarsi dello stesso editore, Johann Thölde.
Oltre al testo di Valentino, anche Paracelso contribuì alla fama dell'antimonio, attribuendovi virtù terapeutiche, come già per altri metalli, tra cui la cura della lebbra, dell'alopecia, della morfea, di ferite e di ulcere. Egli inaugurò quell'indirizzo della medicina chiamato «iatrochimica», basato sull'uso della chimica a scopi salutari, e destinato a dar vita a una lunga controversia con i farmacologi rimasti fedeli a Galeno riguardo alla bontà o meno dell'antimonio.
Tra i seguaci di Paracelso che sostenevano la validità dell'antimonio, diversi alchimisti ricavarono numerosi composti. Oswald Croll per esempio, seguendo anche precise rispondenze astrologiche, produsse un vetro di antimonio che venne usato per una serie di malattie.

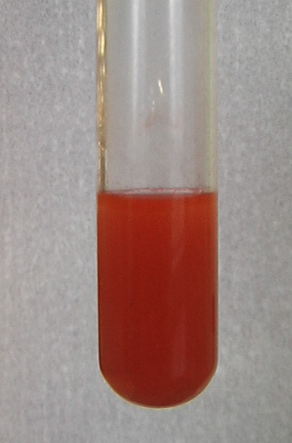
Caratteristico precipitato di solfuro colorato di antimonio.

### Origine del nome
L'origine del nome non è chiara; può derivare dalle parole greche anti e monos con il significato di «opposto alla solitudine» perché si credeva che non esistesse allo stato puro.
Un'altra possibile origine del nome è «anti-monaco»; Samuel Johnson infatti, nel suo dizionario di chimica, scrive che il monaco tedesco Basilio Valentino avrebbe provato l'antimonio con i maiali che, dopo un primo forte effetto lassativo, avevano subito iniziato a ingrassare. Basilio aveva quindi ripetuto l'esperimento con i suoi compagni, che però morirono tutti. Da allora la medicina chiamò questa sostanza antimoine, cioè antimonaco. Ovviamente questa versione deve essere considerata come etimologia popolare in quanto il termine antimonium esiste da prima dell'800 d.C., e quindi almeno sei secoli prima delle ipotetiche prodezze di Basilio Valentino, che probabilmente non è mai esistito.

### Altri usi
Nel 1700 l'antimonio fu messo al bando dalla facoltà medica di Parigi. La proibizione cadde quando la guarigione del re Luigi XIV dalla febbre tifoide venne attribuita all'antimonio.
L'antimonio è stato usato nel trattamento della schistosomiasi; data la sua affinità con lo zolfo, si lega agli atomi di zolfo contenuti in certi enzimi usati sia dal parassita che dall'ospite umano. Piccole dosi riescono a uccidere il parassita senza danneggiare troppo l'organismo del paziente.

### Nome chimico
Il simbolo chimico dell'antimonio si deve a Jöns Jacob Berzelius che iniziò a citarlo nei suoi scritti ricorrendo dall'abbreviazione del nome latino stibium. Il simbolo proposto da Berzelius fu St, successivamente cambiato in Sb. Questo nome proviene a sua volta dal nome copto del solfuro di antimonio, attraverso il greco.

## Isotopi

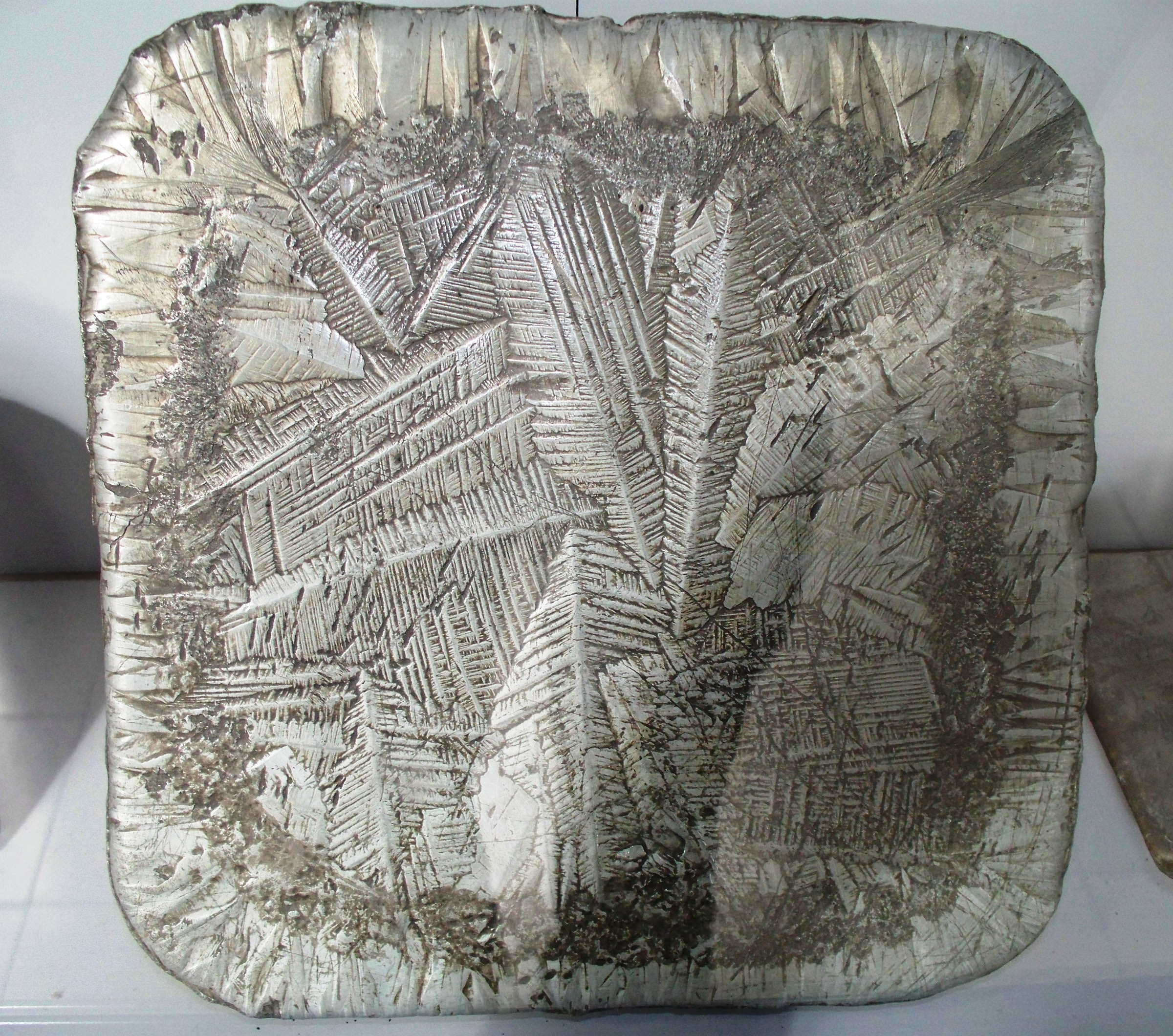
Striature su un lingotto di antimonio al Deutsches Museum di Monaco di Baviera.

Sono noti 37 isotopi dell'elemento antimonio, aventi numeri di massa compresi tra A = 103 e A = 139. Tra di essi due sono presenti in natura e sono stabili: 121Sb (57,21%, spin 5/2) e 123Sb (42,79%, spin 7/2). Entrambi questi nuclidi possono essere usati per la spettroscopia di risonanza magnetica nucleare, anche se il primo è preferito: rispetto all'altro è un po' più abbondante, ha maggiore sensitività e minore momento di quadrupolo, il che consente di avere nello spettro picchi un po' meno allargati.
Il 119Sb (spin 5/2) decade per cattura elettronica (ε) a stagno-119 (stabile), rilasciando 590,92 keV; l'emivita è di 1,591 giorni (38,19 ore). Si sta valutando il possibile uso di questo radionuclide come emettitore di elettroni secondari Auger allo scopo di colpire cellule tumorali.
Il 120Sb (spin 1) decade per emissione di positrone (β+) a stagno-120 (stabile), rilasciando 1,658 MeV; l'emivita è di 15,89 minuti.
Il 122Sb (spin 2-) è intermedio tra i due isotopi stabili; per il 97,59% decade β− a tellurio-122 (stabile), rilasciando 1,984 MeV; per il restante 2,41% decade β+ a stagno-122 (stabile), rilasciando 593,57 keV; l'emivita complessiva è di 2,724 giorni (65,37 ore).
Il 124Sb (spin 3-) decade β− a tellurio-124 (stabile), rilasciando 2,904 MeV; l'emivita è di 60,185 giorni.
Il 125Sb (spin 7/2) decade β− a tellurio-125 (stabile), rilasciando 766,7 keV; l'emivita è di 2,7586 anni.

## Applicazioni
L'antimonio trova sempre maggiore uso nell'industria dei semiconduttori nella produzione di diodi, sensori infrarossi e dispositivi basati sull'effetto Hall.
In lega con il piombo ne aumenta notevolmente la durezza e la resistenza meccanica, tant'è che la produzione di piombo-antimonio per la realizzazione di batterie per autotrazione è il principale consumo di questo elemento. Tra le altre applicazioni vi sono le produzioni di:
- leghe a basso attrito[32][33]
- leghe per la produzione di caratteri tipografici[34][35]
- proiettili traccianti[36]
- guaine per cavi[29]
- fiammiferi[36]
- farmaci emetici[37][38]
- leghe da saldatura per tubature in rame (leghe di stagno senza piombo, contenenti fino al 5% di antimonio)[39]

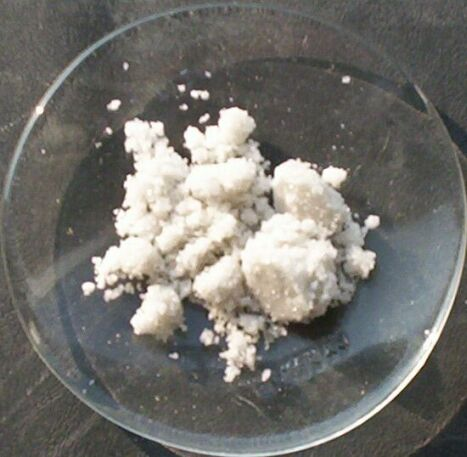
Trifluoruro di antimonio.

Gli ossidi e i solfuri di antimonio, l'antimoniato(V) di sodio (NaSbO3) e il tricloruro di antimonio(III) (SbCl3) sono usati nella produzione di composti ignifughi, di smalti, di vernici, di vetri e di ceramiche e come catalizzatori di esterificazione. L'antimonio è utilizzato nelle industrie di semiconduttori (dispositivi elettronici, diodi, transistor, circuiti integrati) per il drogaggio dei semiconduttori. Il più importante composto dell'antimonio(III) è il suo triossido (Sb2O3), usato principalmente nella produzione di sostanze ignifughe e ritardanti di fiamma che trovano a loro volta impiego nei settori più disparati, dai giocattoli ai vestiti per i bambini alle fodere per sedili di aereo o automobile. Il solfuro di antimonio(III) (Sb2S3) è contenuto nei fiammiferi. Un'applicazione attuale dell'antimonio è nell'ambito delle memorie a cambiamento di fase, come elemento principe di una lega calcogenura denominata GST.

## Disponibilità
Benché non sia un elemento abbondante, l'antimonio si trova in oltre 100 diversi minerali. A volte si trova allo stato nativo, ma la forma più frequente è quella del solfuro, la stibnite (Sb2S3).
L'antimonio viene commercializzato in molte forme fisiche: dalla polvere, ai cristalli, ai pezzi, ai lingotti.
| I maggiori produttori di antimonio nel 2019 | I maggiori produttori di antimonio nel 2019 | I maggiori produttori di antimonio nel 2019 |
| Posizione                                   | Paese                                       | Produzione (tonnellate)                     |
| ------------------------------------------- | ------------------------------------------- | ------------------------------------------- |
| 1                                           | Cina                                        | 89000                                       |
| 2                                           | Russia                                      | 30000                                       |
| 3                                           | Tagikistan                                  | 28000                                       |
| 4                                           | Birmania                                    | 6000                                        |
| 5                                           | Bolivia                                     | 3000                                        |
| 6                                           | Turchia                                     | 2400                                        |
| 7                                           | Australia                                   | 2030                                        |
| 8                                           | Iran                                        | 500                                         |
| 9                                           | Vietnam                                     | 310                                         |
| 10                                          | Messico                                     | 300                                         |
| 11                                          | Kazakistan                                  | 300                                         |

NOTA: i dati per gli Stati Uniti non sono stati pubblicati.
In Italia la principale miniera di antimonio si trova a Villasalto, comune del Gerrei, nel Sud Sardegna. La sua maggiore produzione si ha negli anni '40-'50 in quanto veniva utilizzato anche nella fase di produzione di armi. La miniera "Su Suergiu" chiude la sua attività nei primi anni '80, ed ora è stata convertita in museo minerario.

## Precauzioni
L'antimonio e molti dei suoi composti sono considerati tossici. Clinicamente l'avvelenamento da antimonio è molto simile a quello da arsenico. A piccole dosi provoca mal di testa e vertigini, a dosi più alte provoca attacchi di vomito violenti e frequenti e porta alla morte nell'arco di pochi giorni. Come per l'arsenico, nella prima metà del XIX secolo l'ideazione del test di Marsh, un test di laboratorio molto sensibile, ne permise l'analisi chimica. In Europa le norme e le soluzioni per la riduzione di antimonio nell'acqua si rendono necessarie per preservare la salute umana.

## Derivati
- Antimoniato di potassio